# Birdy
Džasmin Lusila Elizabet Dženifer van den Bogard (engl. Jasmine Lucilla Elizabeth Jennifer van den Bogaerde; Limington, 15. maj 1996), poznata kao Berdi (engl. Birdy), engleska je pevačica, autorka pesama i muzičarka.
Sa 12 godina je pobedila na muzičkom takmičenju Open Mic UK. Najpoznatija je po obradi pesme Skinny Love benda Bon Iver. Ova obrada je dospela na top-liste u brojnim zemljama širom Evrope.
Prvi album Birdy, koji je objavila u novembru 2011, došao je do prvog mesta na top-listama u Australiji, Belgiji i Holandiji.
Njen drugi album Fire Within izašao je 23. septembra 2013. godine.

## Diskografija

### Studijski albumi
- (2011)
- (2013)
- (2016)
- (2021)

### izdanja
- (2013)

## Spoljašnje veze
- Zvanični veb-sajt
- Berdi na sajtu
- Berdi na sajtu
- Berdi na sajtu
- Berdi na sajtu